# Arrazua (Álava)
Arrazua era un municipio español que estaba situado en la provincia de Álava.

## Concejos
El municipio estaba formado, además del molino de Eskalmendi, por cinco pueblos, que a su vez formaban concejos:
- Arroyabe (en euskera y oficialmente Arroiabe)
- Arzubiaga
- Durana
- Mendívil (en euskera y oficialmente Mendibil)
- Zurbano (oficialmente Zurbano/Zurbao)

## Historia
Su nombre aparece por primera vez en un catálogo de pueblos alaveses del año 934 bajo la forma Harhazua. Arrazua surgió en la Edad Media como una hermandad de las cinco aldeas mencionadas anteriormente, que en el siglo XIX se transformó en municipio a raíz de las reformas administrativas. Perteneció a la Cuadrilla de Mendoza y al señorío de los Duques del Infantado. Las Juntas de la Hermandad y el archivo de la misma se encontraban en el pueblo de Arzubiaga. Fue escenario de enfrentamientos durante la Guerra de los Comuneros y las guerras carlistas.
El municipio desapareció cuando se fusionó durante la década de 1920 con el municipio de Ubarrundia para dar lugar al actual municipio de Arrazua-Ubarrundia.
Su término municipal se extendía por 15,5 km² y en el momento de la fusión contaba con unos 550 habitantes.

## Etimología
Etimológicamente su nombre proviene del euskera y significa probablemente el pedregal.

## Demografía
| Gráfica de evolución demográfica de Arrazua entre 1842 y 1920 |
| |
| Población de derecho según los censos de población del INE Población de hecho según los censos de población del INEEn estos censos se denominaba Arrázua: 1842, 1857, 1860 y 1877 Entre el censo de 1930 y el anterior, este municipio desaparece porque se agrupa en el municipio 01008 (Arrazua Ubarrundia) |

Supuesto demográfico 2000 a 2017 si el municipio todavía existiera:
| Gráfica de evolución demográfica de Arrazua entre 2000 y 2017 |
|                                                               |
| Población de derecho según los censos de población del INE.   |